# (4887) Takihiroi
(4887) Takihiroi (1981 EV26) – planetoida z pasa głównego asteroid okrążająca Słońce w ciągu 5 lat w średniej odległości 2,92 j.a. Odkryta 2 marca 1981 roku.